# شات خيرا
شات خيرا منطقة إدارية تقع في قسم خولنا بجانب بنغلاديش جنوبا وغربا.

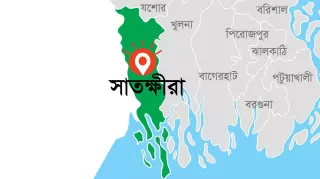

## المكان والمساحة
بالجانب اليميني من مديرية شات خيرا تقع مديرية جسر وبالجانب الشمالي محيط البنغال وبالشرق مديرية خولنا وبالجانب المغربي ولاية الهند الغربية وشات خيرا تقع بالجانب الجنوبي الغربي من بنغلاديش وتتوسع في ثلث منطقتها الغابة الجميلة التي هي أشهر غابات بنغلاديش

## الإدارة
المدير: إـ م مصطفى كمال

### مخافر الشرطة
1ـ شات خيرا مخفر الشرطة الرئيسي
2ـ تالا
3ـ بات كيل غاتا
4ـ كالارووا
5ـ آشاشوني
6ـ ديب هاتا
7ـ شام ناغر
8ـ كالي غنج

## التاريخ
وفي القديم كانت تسمى هذه المديرية بأسماء عديدة ولكن الآن اشتهرت باسم شات خيرا، وهناك كثير من الأقوال في تسمية هذه المديرية بهذا الاسم، ومن أبرز الأقوال أن البريطانين لما قدموا هذه المنطقة سنة 1861م جعلوا مركزهم الرئيسي لهذه المنطقة في قرية تسمى أنذاك باسم شات غرييا ولكن الحكام البريطانين كانوا يعبرون عن هذا الاسم ويتلفظون باسم شات خيرا، ومن ثم اشتهرت هذه المدينة باسم شات خيرا، والقول الثاني في تسمية هذه المدينة أنه قدم هذه المدينة مرة سبعة أعلام من خارجها لزيارة البحر وطبخوا لبنا مخثرا بالغليان (واللبن المخثر باللغليان يعبر عنه في اللغة البنغالية بلفظ «خير»)، بعد ذلك بدأ الناس يسمون هذه المدينة باسم شات خيرا بزيادة «شات» في بداية «خير»

## أعلام
- خان بهادر أحسن الله ـ أديب ومعلم ومجدد التعليم
- عزيز النساء خاتون ـ أولى النساء الشاعرات المسلمات
- محمد واجد عليـ كاتب وشاعر
- سكاندر أبو ظفرـ أديب مشهور
- صفي الله ـ مفكر ومثقف
- أبو شهامة حبيب الله مصباح ـ كاتب ومعلم
- معصوم بالله غلزارـ داعية ومفكر

## الصحف والمجلات
1. شات خيرا نيوز اليومية (بنغالية وإنجليزية)
2. الصبح السعيد اليومي